# مور بونس تو ذا أونس
«مور بونس تو ذا أونس» هي أغنية من أداء فرقة الفانك الأمريكية زاب. إنها إفتتاحية ألبومهم وهي بمثابة الأغنية المنفردة الأولى للألبوم. تمت كتابة الأغنية والاشتراك في إنتاجها من قبل عضو الفرقة روجر تروتمان; وبلغت ذروتها في #86 في بيلبورد هوت 100 في 1980.

## المخطط البياني
| المخطط البياني (1980)                | موقع الذروة |
| ------------------------------------ | ----------- |
| بيلبورد هوت 100                      | 86          |
| دانس ميزك/كلوب بلاي سينغلز (بيلبورد) | 19          |
| آر أند بي سينغلز (بيلبورد)           | 2           |